# LED-Display

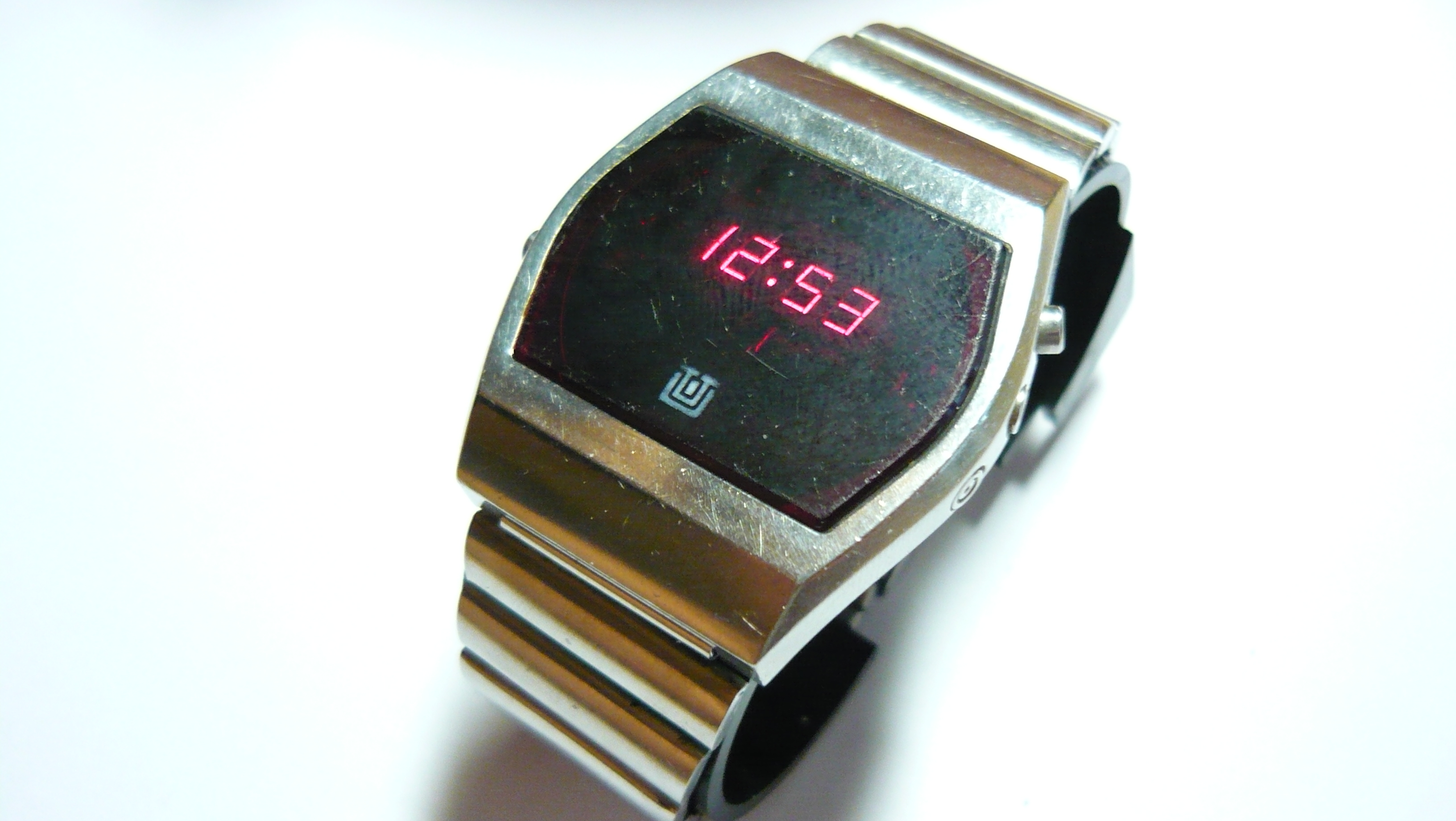
Eine der frühen LED-Digitaluhren der 1970er Jahre mit Siebensegmentanzeige. Wegen des hohen Stromverbrauchs musste die Anzeige meist erst mit einem Tastendruck aktiviert werden.

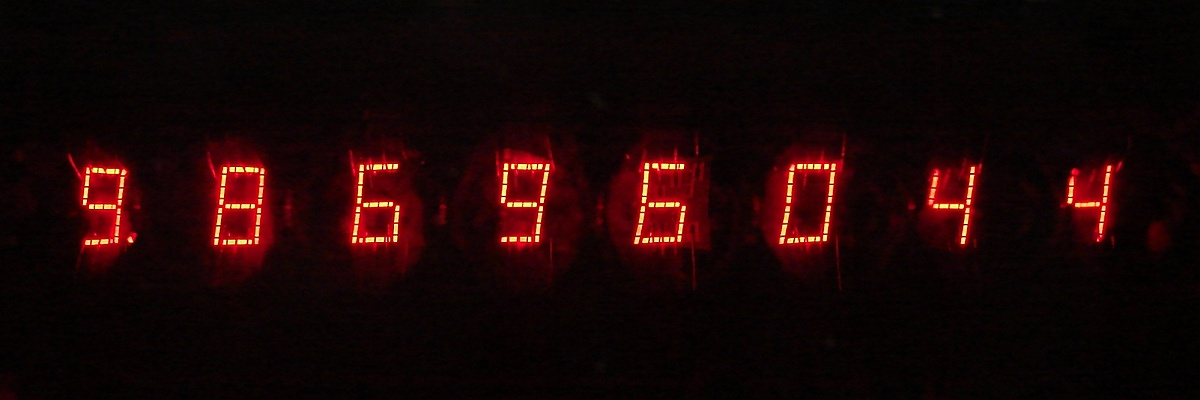
Anzeige des TI-30 (ab 1976), einem der ersten in Schulen verbreiteten Taschenrechner.

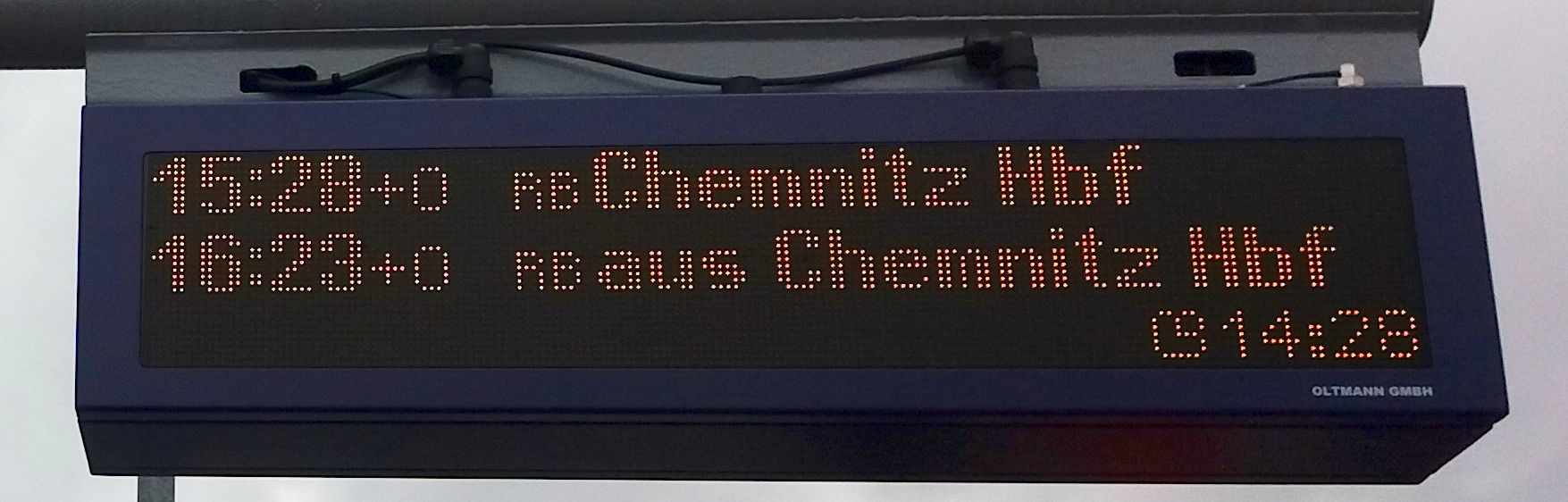
Dynamischer Schriftanzeiger auf einem Bahnhof der Erzgebirgsbahn (2018).

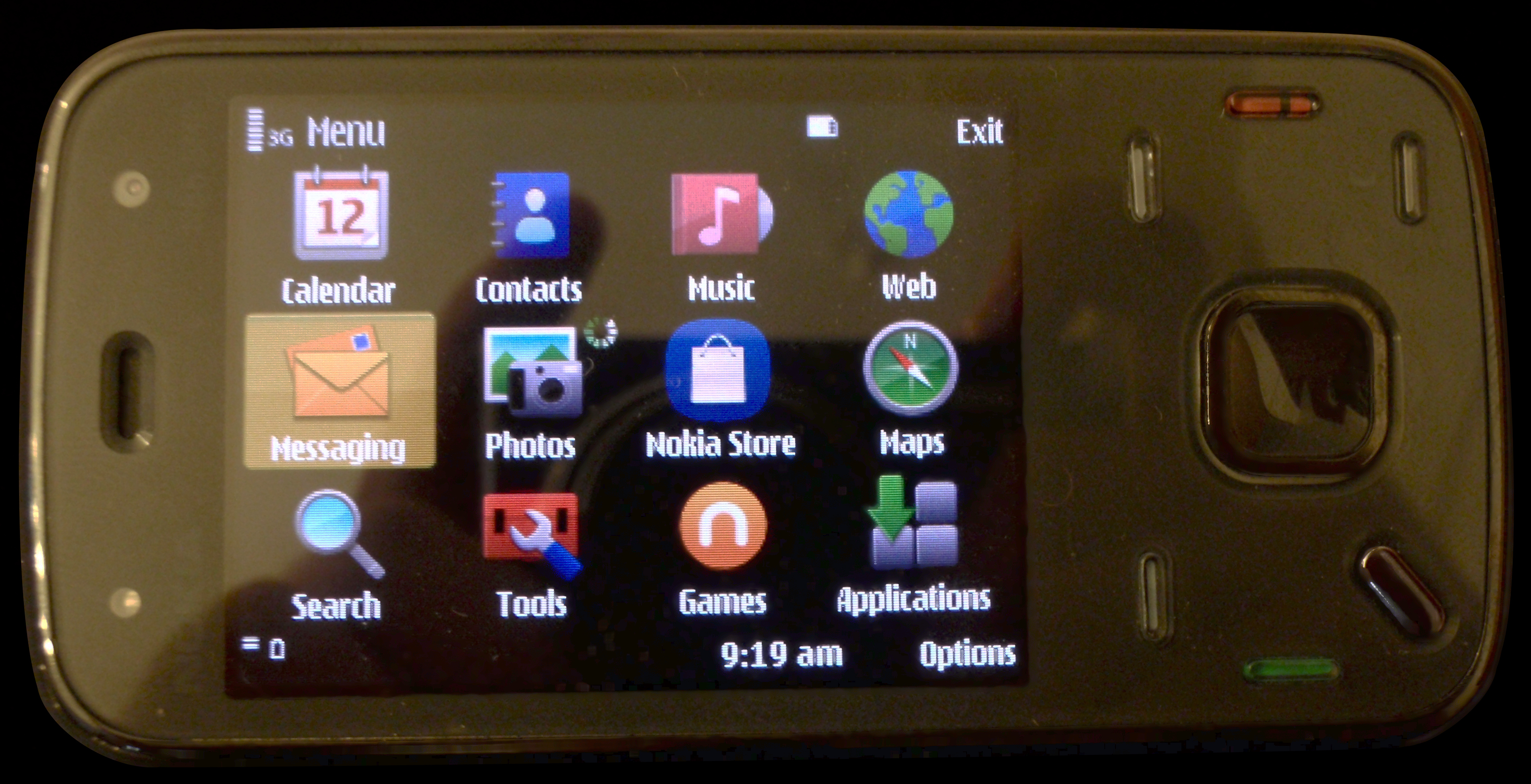
Das Nokia N86 8MP (2009) und sein Vorgänger N85 (2008) waren mit die ersten Smartphones mit OLED-Bildschirm.

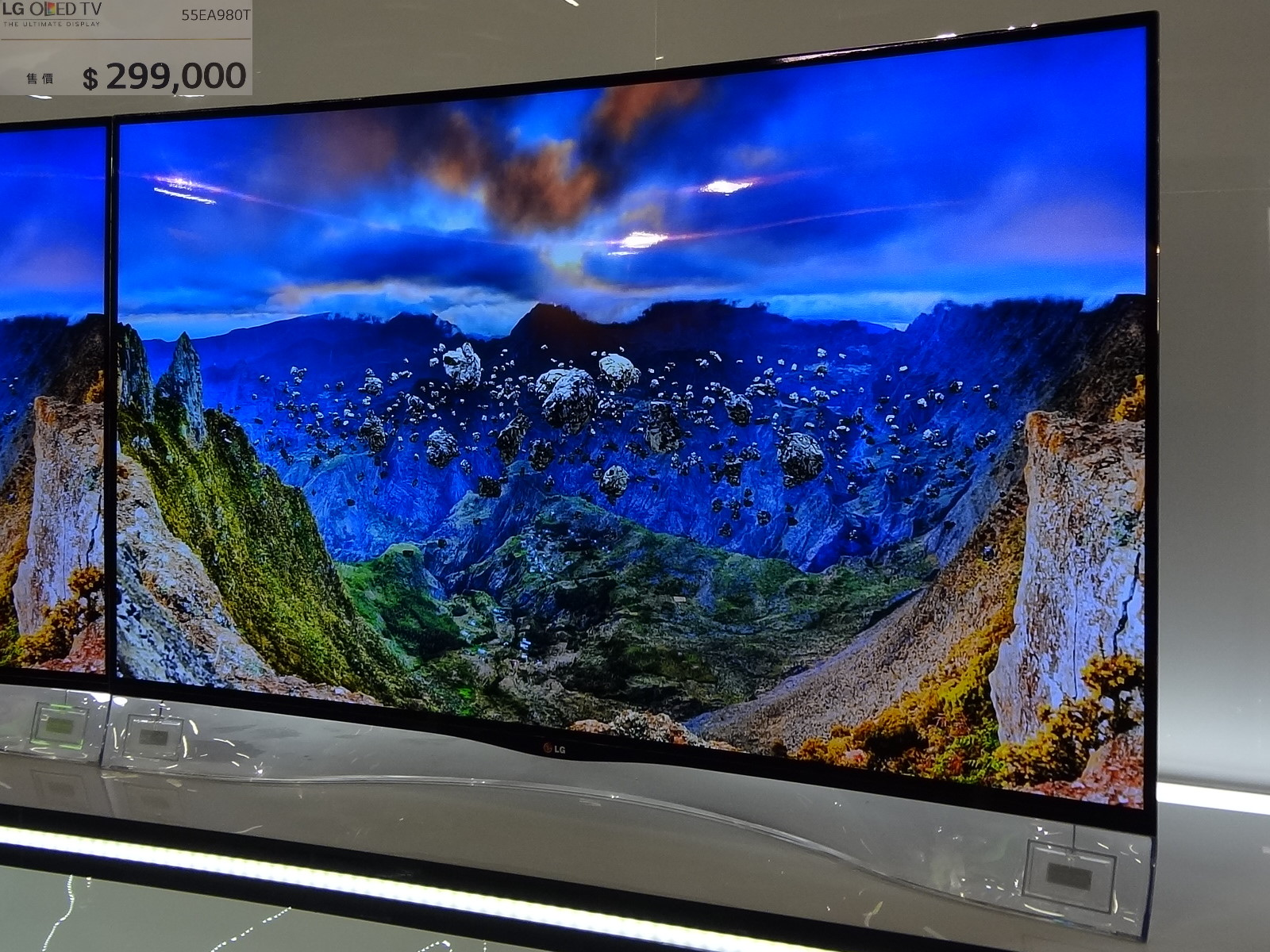
OLED-Fernsehgerät mit Bilddiagonale 140 cm (55 Zoll) von 2013.

Ein LED-Display (von LED, englisch light-emitting diode, also „Leuchtdiodenanzeige“) ist eine Anzeigevorrichtung auf Basis von Leuchtdioden.
Man kann drei Arten von Leuchtdioden-Anzeigen unterscheiden:
1. LED-Anzeigen, welche aus einzelnen, diskreten, punktförmigen, anorganisch einkristallinen LEDs bestehen.
2. LED-Anzeigen, welche aus einzelnen, diskreten, länglichen, anorganisch einkristallinen LEDs zusammengesetzt sind.
3. LED-Anzeigen, welche aus organischen Leuchtdioden in Dünnschichttechnik auf einem gemeinsamen Substrat als integrierte Matrizen aufgebaut sind (sogenannte OLEDs).

## Geschichte und Überblick
Die ersten kommerziell verwendeten LED-Anzeigen der oben definierten Arten 1 und 2 wurden aus monolithischen Galliumarsenid-Einkristallscheiben durch Zersägen und Kontaktieren hergestellt. Daraus wurden unter anderem Ziffernanzeigen bestehend aus je sieben LED-Segmenten (Siebensegmentanzeigen, Art 2) realisiert, welche in Produkten wie den ersten Digitaluhren oder Taschenrechnern Anfang der 1970er Jahre als rot leuchtende Anzeigen Verwendung fanden. Diese wurden etwa ab Anfang der 1980er Jahre durch LCD-Anzeigen abgelöst, die einen vielfach niedrigeren Stromverbrauch hatten.
Später folgten rotfarbige alphanumerische Kleinanzeigen bestehend aus matrixförmig angeordneten diskreten, punktförmigen LEDs der Art 1. Ein Anwendungsbeispiel sind Laufschrift-Displays (Dynamische Schriftanzeiger), die bis heute z. B. von Einzelhändlern oder kleinen Dienstleistungsbetrieben im Schaufenster, aber auch auf Bahnhöfen verwendet werden.
Nachdem unterschiedliche Farbanzeigen durch Kombination verschiedenfarbiger LEDs möglich wurden (additive Farbmischung von Rot, Grün und Blau), entstand insbesondere in der Werbebranche und in Sportstadien der Bedarf für Großanzeigen der Art 1. Inzwischen ermöglicht diese Technologie dank der fortschreitenden Miniaturisierung der LEDs Pixelabstände kleiner als 1 mm, wodurch sich auch für den Innenbereich kleinformatige Displays ab 82" in Full-HD-Auflösung herstellen lassen. Die Geräte sind meist zur Darstellung von HDR Video geeignet und zeichnen sich durch Langlebigkeit und einer Brillanz aus, die selbst OLEDs übertrifft. Eine ausführlichere Beschreibung findet sich unter Videowand.
Seit den späten 2000er Jahren sind kleinformatige Bildschirme mit organischen Leuchtdioden (OLEDs) in Dünnschichttechnik genügend ausgereift, um in Smartphones, Digitalkameras und Tablet-Computern die bisher üblichen LC-Displays (LCDs) teilweise abzulösen. Seit den 2010er Jahren werden auch OLED-Displays eingesetzt, bei denen die Ansteuerung der einzelnen Pixel mittels Dünnschichttransistoren in Form einer Aktivmatrix (AM) erfolgt. Diese werden häufig AMOLED-Display genannt (englisch active matrix organic light emitting diode).